# Central de atendimento

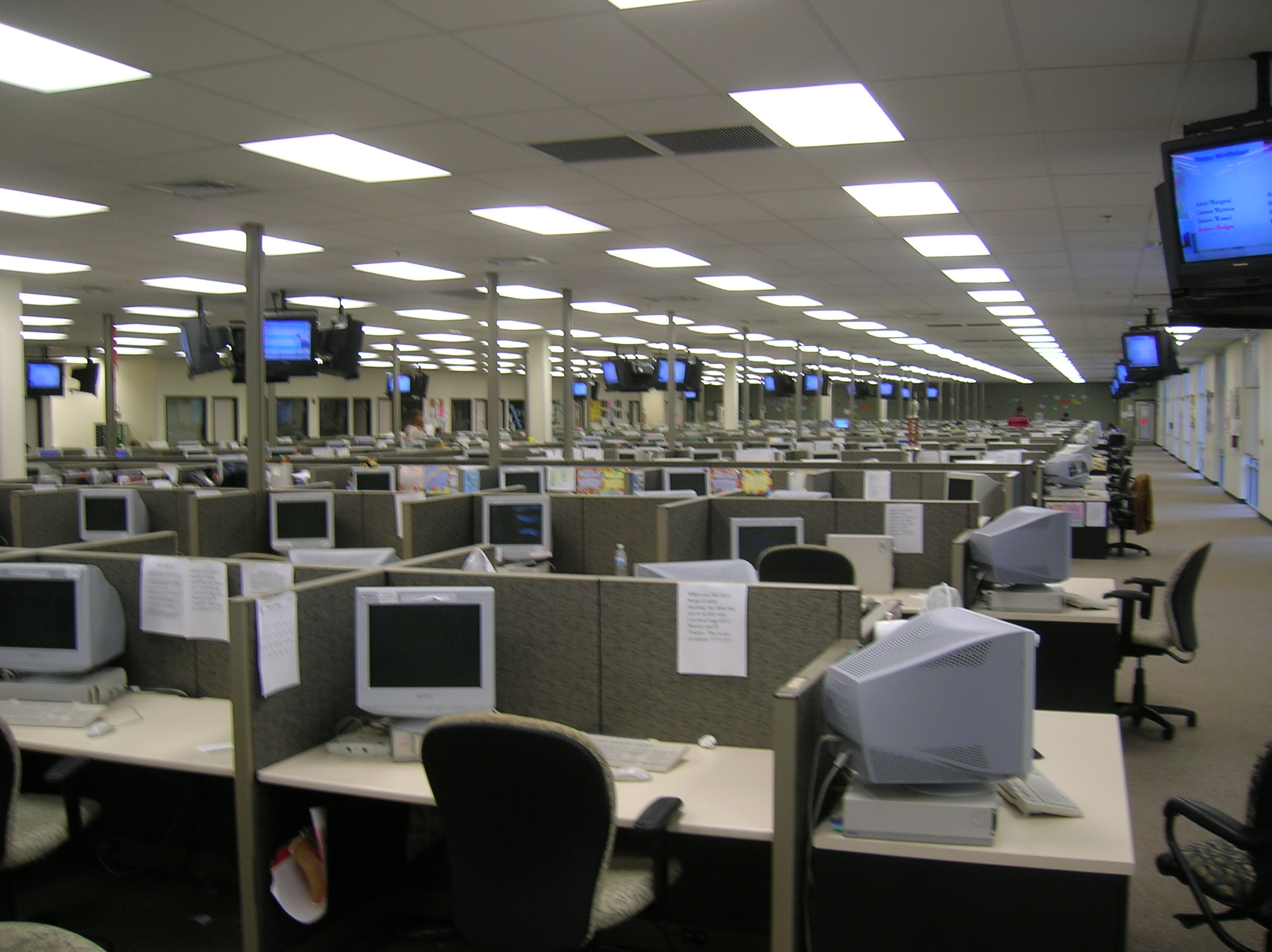
Sala de operações numa central de atendimento.

Uma central de atendimento, centro de atendimento, ou centro de contacto (call center) é composta por estruturas físicas que têm por objetivo centralizar o recebimento de ligações telefônicas, distribuindo-as automaticamente aos atendentes e possibilitando o atendimento aos usuários finais, realização de pesquisas de mercado por telefone, vendas, retenção e outros serviços por telefone, chat ou correio eletrônico.
Nas centrais de atendimento que usam tecnologia mais avançada nas posições de atendimento (PAs), os operadores contam com terminais de vídeo ou computadores ligados em rede que permitem consultar e efetuar registros das chamadas e dos atendimentos realizados. Também são utilizados logiciários que monitoram ou gravam as ligações telefônicas e controlam o fluxo das chamadas, fornecendo dados para o melhor gerenciamento dos recursos humanos e tecnológicos.
As maiores empresas/corporações utilizam as centrais de atendimento como forma de interagir e criar relacionamento com seus clientes. Os exemplos incluem companhias de serviço público, empresas de catálogos via correio, etc.
No Brasil, o setor passou por um processo de profissionalização acadêmica, através do curso de Gestão de Serviços em Atendimento, ministrado em algumas Instituições de Ensino brasileiras. Um dos coordenadores mais atuantes foi o professor Kendi Sakamoto, coordenador do curso de Gestão de Telemarketing e Relacionamento com Clientes, da Unibero Brigadeiro, grupo Anhanguera Educacional. O setor entrou na área acadêmica em 2005 e teve sua primeira turma formada no ano de 2006. Posteriormente, houve a formação de mais 2 turmas, em agosto de 2008 e dezembro de 2008.

## História

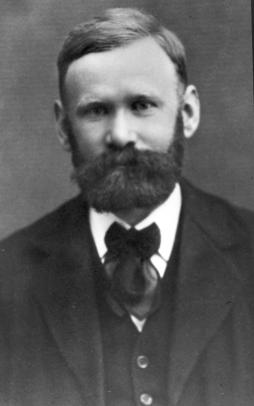
Agner Krarup Erlang

O dinamarquês Agner Krarup Erlang foi a primeira pessoa a estudar o problema de redes de telefonia. Ao estudar a troca de ligações de um pequeno vilarejo ele criou uma fórmula, conhecida como a "fórmula de Erlang".
A  fórmula é utilizada no estudo de sistemas com perdas e para dimensionamento de recursos em qualquer sistema constituído por filas, inclusive troncos telefônicos, centrais de atendimento ou qualquer outro equipamento que receba tráfego..
A concepção inicial da telefonia era ser um meio de comunicação à distância da voz humana. Hoje é enorme a quantidade e a diversidade dos serviços baseados em telefonia e que diariamente são usados no cotidiano como: fax, acesso a serviços bancários, Internet, etc.
Para que esses serviços tivessem um funcionamento seguro e eficiente, foram necessários muitos estudos matemáticos e simulações computacionais para que chegássemos a entender como essas redes imensas devem ser projetadas e controladas.
Ao longo do século XX, os engenheiros constataram que a natureza matemática de muitos dos problemas associados às redes telefônicas é essencialmente igual à encontrada em várias áreas da engenharia , como no estudo e projeto de redes de computadores, das malhas rodo e ferroviárias, bem como no agenciamento de tarefas industriais.

## Controvérsias
Os call centers recebem críticas por baixas taxas de remuneração e práticas de trabalho restritivas para os funcionários, que foram consideradas um ambiente desumano. O trabalho num call center não é reconhecido como profissão;  apesar de precário, não é mais ocasional; há quem o faça durante décadas. Contudo, raramente um trabalhador nesses centros chega a efectivo.  Danilo Moreira, presidente do Sindicato dos Trabalhador de Call Center , em Portugal, comentaː "Quando é altura de passar um operador de call center à efetividade, não se renova o contrato, o trabalhador vai para casa duas semanas e volta a ser contratado depois"  .  Algumas vezes nem contrato de trabalho existe; o trabalhador pode ser despedido no dia seguinte, aquando duma doença, dum burnout, duma gravidez, ou uma simples mudança de humor do responsável. A costumada ausência de folgas, férias, períodos de descanso, tudo isso são fatores de risco. O trabalho  é excessivo, monótono, pouco gratificante. O clima predominante num tal local é o medo.  
A esmagadora maioria dos trabalhadores de call centers concentram-se em pouquíssimas empresas. Algumas têm call centers próprios, como a Portugal Telecom (PT), Nos, Vodafone, EDP ou Teleperformance. Outras são empresas de trabalho temporário, como Randstad, Adecco, Kelly Services, Manpower, que são subcontratas por outras empresas para prestar um serviço de call center.
“Muitas vezes, as empresas que subcontratam pagam às empresas de trabalho temporário o triplo daquilo que os trabalhadores vão realmente receber. Os intermediários é que ficam com o dinheiro quase todo”, denuncia D. Moreira, o presidente do Sindicato.